# Launaea pumila
Launaea pumila là một loài thực vật có hoa trong họ Cúc. Loài này được (Cav.) Kuntze mô tả khoa học đầu tiên năm 1891.